# Pomník Stráže obrany státu
Pomník Stráže obrany státu je památkově chráněný objekt stojící na česko-polské státní hranici v Srbské, části Horní Řasnice, obce na severu České republiky, ve Frýdlantském výběžku Libereckého kraje.

## Poloha a historie
Památný pomník stojí severně od silnice číslo III/2918 při hraničním přechodu mezi Srbskou ležící na území České republiky a polským Miłoszówem. První pamětní deska zde byla vztyčena po druhé světové válce již v roce 1945, ale roku 1960 jej vystřídal pomník nový, jehož autorem je akademický sochař Oldřich Novotný. Odkazuje na událost z 23. září 1938, kdy zdejší hranice vymezovala území mezi Československo a nacistické Německo. Na hraničním přechodu na československém území stála patrová celnice. Ve spodním patře konali službu členové Stráže obrany státu (SOS) Václav Čep, Josef Vojta a Bohumil Hošek. Další dva členové družstva, Josef Uher s Bohoušem Novotným, odpočívali před svou další službou v patře celnice. Na celnici přišli dva českoslovenští Němci ve snaze o překročení státní hranice. Jakmile se jejich celnímu odbavení začal Václav Čep věnovat, vytáhli oba příchozí pistole a z bezprostřední blízkosti Čepa střelili do spánku. Následně do místnosti vběhli zbylí dva vojáci mající právě službu, Hošek s Vojtou, a i do nich začali Němci pálit. Poté střelci opustili objekt celnice a na budovu začaly pálit kulomety z německé strany. Výsledkem přestřelky byli dva na místě mrtví vojáci, Václav Čep s Josefem Vojtou, a dále těžce zraněný Bohumil Hošek, jehož sice německý lékař Hofmann odvezl do frýdlantské nemocnice, ale tam voják svým zraněním podlehl.

## Popis
Objekt má podobu vertikálně postaveného žulového kvádru, který je usazen do podstavce kubického tvaru. V levé horní části čelní strany pomníku se nachází plastika a vpravo od ní excentricky umístěná svislá deska, na níž je napsáno:
Dne 23. září 1938
položili zde své životy
první oběti německého fašismu
Václav Čep * 1894
Josef Vojta * 1911
Bohumil Hošek * 1910
Příslušníci Stráže obrany státu
Čest jejich památce